# 132E busz (Budapest)
A budapesti 132E jelzésű autóbusz Kőbánya-Kispest és a Szent Lőrinc-telep között közlekedik, zónázó gyorsjáratként. A viszonylatot a Budapesti Közlekedési Zrt. üzemelteti.

## Története
A Havanna utcai lakótelep buszjáratainak átszervezését követően, 2022. július 2-ától a 136E viszonylat két járatra bontva, 136-os és 132E jelzéssel közlekedik. A 136-os autóbusz a korábbival megegyező útvonalon, de alapjáratként három többletmegállással, míg a 132E jelzésű gyorsjárat a torlódások által kevésbé sújtott Ady Endre úton közlekedik.
2023. március 18-ától a Szent Lőrinc-telepig meghosszabbítva közlekedik, a Margó Tivadar utcai forduló érintése nélkül, valamint megáll a Kossuth térnél (ellenkező irányban Simonyi Zsigmond utcánál) is.

## Útvonala
| Szent Lőrinc-telep felé |
| Kőbánya-Kispest M vá. – Déli bejáró út – Vak Bottyán utca – Szabó Ervin utca – Báthory utca – Ady Endre út – Puskás Ferenc utca – Csapó utca – Barta Lajos utca – Kinizsi Pál utca – Kele utca – Szent Lőrinc-telep mh.                                                     |
| Köbánya-Kispest felé |
| Szent Lőrinc-telep mh. – Kele utca – Cziffra György utca, forduló – Kele utca – Kinizsi Pál utca – Barta Lajos utca – Csapó utca – Puskás Ferenc utca – Ady Endre út – Kisfaludy utca – Simonyi Zsigmond utca – Vak Bottyán utca – Keleti bejáró út – Kőbánya-Kispest M vá. |

## Megállóhelyei
| 0  | Kőbánya-Kispest M végállomás                       | 15 | 68, 85, 85E, 93, 93A, 98, 98E, 136, 148, 151, 182, 182A, 184, 193E, 200E, 202E, 268, 282E, 284E 575, 576, 577, 578, 580, 581 S21 S36 G43 S50 G50 Z50 IC, sebesvonat, gyorsvonat, expresszvonat P+R (KöKi Terminál) P+R (Kőbánya-Kispest) |
| 2  | Kispest, Kossuth tér (↓) Simonyi Zsigmond utca (↑) | 12 | 50 68, 93, 93A, 136, 148, 151, 268 |
| 5  | Templom tér                                        | 9  | 42 68, 148, 151, 268 |
| 9  | Kispesti temető                                    | 6  | 93, 93A, 142E |
| 11 | Vörösmarty Mihály utca                             | 5  | 136, 142E, 236, 236A |
| 12 | Kondor Béla sétány                                 | 4  | 136, 142E, 236, 236A |
| ∫  | Barta Lajos utca                                   | 3  | 93, 93A, 136, 142E, 236, 236A |
| 13 | Fiatalság utca                                     | 2  | 36, 136, 142E, 236, 236A |
| ∫  | Szent Lőrinc-telep                                 | 1  | 36, 142E, 194, 194B |
| 14 | Szent Lőrinc-telep vonalközi végállomás            | 0  | 36, 142E, 194, 194B |